# Deutsche Ueberseeische Bank

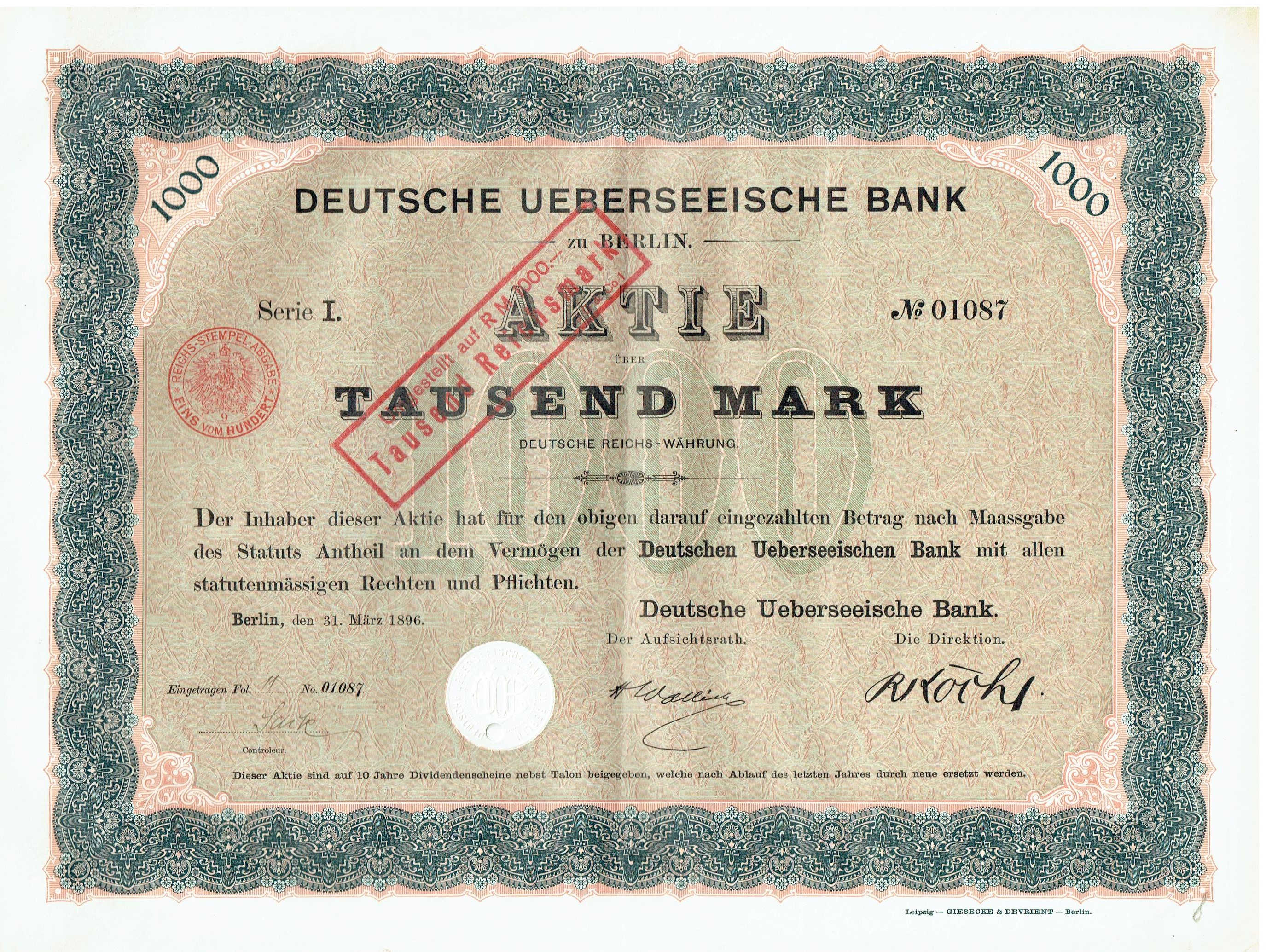
Gründeraktie der Deutschen Ueberseeischen Bank vom 31. März 1896

Die Deutsche Ueberseeische Bank ist aus der 1886 von der „Deutsche Bank Berlin“ als Spezialbank für das Geschäft mit Amerika gegründeten Deutschen Überseebank (DUB) hervorgegangen, die 1893 formell in Liquidation trat und die Geschäfte auf das Nachfolgeinstitut übertrug.

## Gründung und erste Präsenz in Argentinien

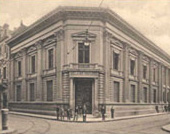
Deutsches Ueberseeische Bank Gebäude in Buenos Aires, ca. 1900

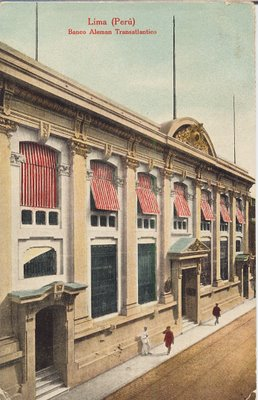
Deutsches Ueberseeisches Bank Gebäude in Lima, 1925 Postkarte

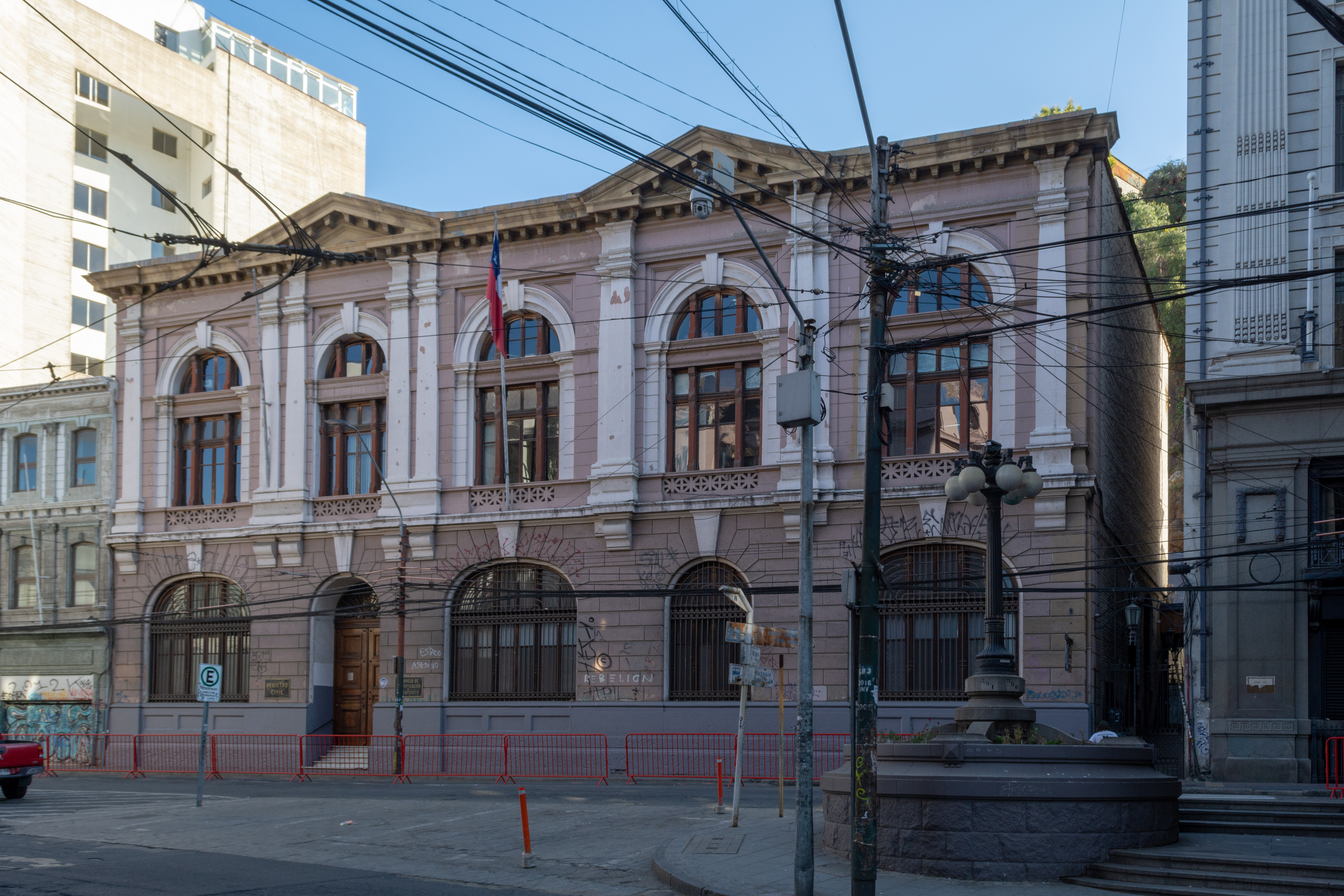
Früheres Deutsches Ueberseeische Bank Gebäude in Valparaíso

Die Gründung der Bank erfolgte in der Gründerzeit, nicht ohne Anschub durch die Reichsregierung, welcher an einer Durchbrechung des britannischen Quasi-Monopols im Handel mit dem Doppelkontinent gelegen war. Nach Errichtung einer Vertretung der DUB in London scheint der Aufsichtsrat der Deutschen Bank unter Adelbert Delbrück bald zur Erkenntnis gekommen zu sein, dass dieses Ziel am ehesten durch eine Präsenz in Lateinamerika zu erreichen war.
So wurde die erste Filiale der DUB, die Banco Alemán Transatlántico (BAT), 1887 in Buenos Aires, Argentinien, gegründet. Die auf landwirtschaftlichen Überschüssen basierende gute Wirtschaftsentwicklung dieses Landes, sowie die politische Stabilität, die seine europäisch ausgerichtete Elite ihm verschafft hatte, mögen ein stabiles Wachstum erhofft haben lassen und die nicht wenigen deutschen und Schweizer Einwanderer ein interessantes Mitarbeiterpotenzial.

## Expansion in Südamerika
Trotz vorübergehender Schwierigkeiten in der argentinischen Wirtschaft (Baring-Krise) hatte sich der BAT so zufriedenstellend entwickelt, dass man 1896 eine weitere Filiale in Valparaíso, Chile, eröffnete – nicht zuletzt, um jenes Geschäft nicht der Bank für Chile und Deutschland (einer Gründung der Disconto-Gesellschaft und der Norddeutschen Bank) zu überlassen. Um in Mittelamerika geschäftlich besser Fuß zu fassen, beteiligte sich die DUB 1905 gemeinsam mit der “Deutsche Bank”, der “Schweizerische Kreditanstalt” und dem Bankhaus “Lazard Speyer-Ellissen” an der Gründung der „Zentralamerika-Bank“. Diese sollte ihre erste Niederlassung in Guatemala eröffnen, um sich später in die anderen Staaten Zentralamerikas auszudehnen. Es gelang ihr aber nicht ihr Geschäftsziel zu erreichen und musste bereits 1906 – um eine rufschädigende Liquidation zu vermeiden – in eine Baugesellschaft umgewandelt werden.
Auch in anderen südamerikanischen Ländern fasste die Bank Fuß. Bei Ausbruch des Ersten Weltkrieges besaß sie Niederlassungen an folgenden Plätzen:
- Argentinien: Buenos Aires (mit 3 Nebenstellen), Bahía Blanca, Córdoba, San Miguel de Tucumán, Bell Ville
- Chile:       Valparaíso, Santiago de Chile, Concepción, Valdivia, Osorno, Temuco, Antofagasta, Iquique
- Bolivien:    La Paz, Oruro
- Peru:        Lima, Callao, Arequipa, Trujillo
- Brasilien:   Rio de Janeiro
- Uruguay:     Montevideo

sowie 3 Stützpunkte in Spanien.

## Auswirkungen des Ersten Weltkriegs
Trotz der Kriegsereignisse, des Übergangs von Pfund auf US-Dollar als Weltwährung und der Weltwirtschaftskrise konnte die DUB ihr Südamerikageschäft und ihre dortigen Niederlassungen bis zum Zweiten Weltkrieg intakt halten, zeitweilig unter Benutzung improvisierter Informationssysteme.

## Auswirkungen des Zweiten Weltkriegs
Im Zuge des Krieges wurden alle Südamerikafilialen enteignet, zuletzt die argentinischen, als Perón – eigentlich ein Freund der Achsenmächte – im März 1945 auf Druck der USA Deutschland den Krieg erklärte.

## Nachkriegszeit und Geschäftsentwicklung bis in die 1970er Jahre
In der Nachkriegszeit hatte die Deutsche Bank zunächst mit sich selbst zu tun. Allerdings unterstützte sie die DUB – welche ihre Rechtspersönlichkeit behalten und ihren Verwaltungssitz vom besetzten Berlin nach Hamburg verlegt hatte – in der Bemühung, ihr Geschäft wieder aufzubauen. Schon nach dem Londoner Schuldenabkommen von 1953 war der deutsche Außenhandel wieder in Gang gekommen und hatte nach der Konvertibilität der DM 1958 Schwung bekommen. So hatte die DUB bereits ab 1954 Gemeinschaftsvertretungen der DB-Gruppe in Buenos Aires, Mexiko-Stadt, Sao Paulo, Rio de Janeiro, Caracas und Santiago de Chile etabliert.
Das bis dahin recht bescheidene Geschäftsvolumen der DUB erfuhr starken Auftrieb, nachdem 1960 wieder eine Filiale in Buenos Aires eröffnet worden war – die erste Auslandsfiliale einer deutschen Bank nach dem Kriege überhaupt. Diese Eröffnung, der jahrelange Verhandlungen vorausgegangen waren, scheint auch dem Interesse der argentinischen Regierungen zu verdanken gewesen zu sein, das traditionell gute Verhältnis zu Deutschland wieder aufleben zu lassen. Sehr schnell stellte sich heraus, dass der vor dem Kriege erworbene gute Ruf der Bank im Publikum unvergessen war. Beim erfolgreichen Start mag auch hilfreich gewesen sein, dass der Banco Germánico, eine Filiale der zur Dresdner-Bank-Gruppe gehörenden Deutsch-Südamerikanischen Bank, mit welcher vor dem Kriege eine Konkurrenzsituation bestanden hatte, nicht wieder eröffnet wurde.
Von zahlreichen ehemaligen Kunden und Mitarbeitern unterstützt, errang die Filiale in wenigen Jahren einen respektablen Platz im System und tat sich vor allem in der Abwicklung und Finanzierung von grenzüberschreitenden Operationen hervor. Sie betrieb das universale Bankgeschäft mit zuletzt etwa drei Dutzend Nebenstellen in Gross-Buenos Aires (eine mehrere Jahre unterhaltene Nebenstelle in der Provinzmetropole Rosario war wieder geschlossen worden) und vereinigte auf sich bald den größten Teil des Geschäftsvolumens und die meisten Mitarbeiter der Deutschen Ueberseeischen Bank. Zudem bot sie zahlreichen Nachwuchsleuten der DB-Gruppe (sowie mancher ihrer guten Kunden) Gelegenheit, durch Gastaufenthalte Auslandserfahrung zu erwerben.
Die insgesamt positiven Erfahrungen in Argentinien – sowie die steigende Auslandspräsenz der DB-Kundschaft – führten zu weiteren Filialeröffnungen der DUB in Sao Paulo (1969) und Asunción (1971). Mit Tokyo (1971) verließ die DUB ihr südamerikanisches Spezialgebiet. Auch hatte sie, wieder der Kundschaft folgend, zwei Inlandsfilialen und ein Büro in Luxemburg aufgesetzt.

## Eingliederung in die Deutsche Bank
Diese Erweiterungen der Organisation bedeuteten zunehmenden Abstimmungsbedarf mit der DB, welche ihr eigenes Auslandsgeschäft über mehrere Allianzen mit fremden Häusern betrieb und in London auch schon eine eigene Niederlassung eröffnet hatte. Parallelismen waren nicht zu vermeiden. So folgte 1976 ein Eingliederungsprozess der DUB; ihre Filialen wurden zu direkten Filialen der Deutschen Bank. Einige Jahre lang behielten die südamerikanischen Filialen noch ihre Bezeichnung BAT, bis die Deutsche Bank unter eigenem Namen zu operieren begann. Die Filiale Asunción sowie das Publikumsgeschäft der traditionsreichsten und größten Filiale, des BAT Buenos Aires, wurden später veräußert.